# سيمون هوبكينسون
سيمون هوبكينسون (بالإنجليزية: Simon Hopkinson) هو كاتب وطباخ بريطاني، ولد في 5 يونيو 1954 في بري ‏ في المملكة المتحدة.

## وصلات خارجية
- سيمون هوبكينسون على موقع IMDb (الإنجليزية)